# Cent écoles de pensée

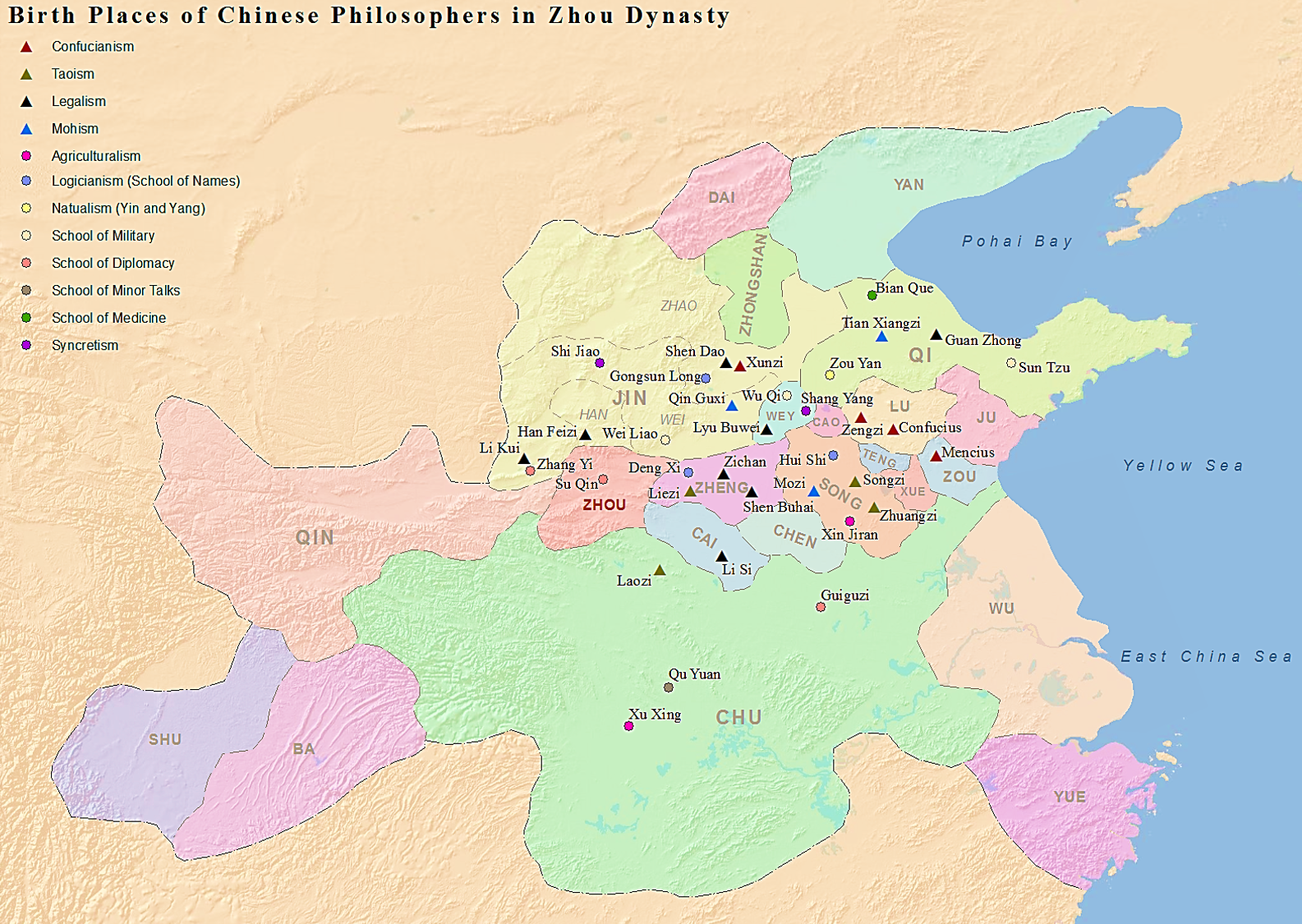
Lieux de naissance des philosophes chinois des Cent écoles de pensée de la dynastie Zhou.

Les Cent écoles de pensée (chinois simplifié : 诸子百家 ; chinois traditionnel : 諸子百家 ; pinyin : zhūzǐ bǎijiā ; Wade : chu-tzu pai-chia) représentent les philosophes et écoles de pensée qui fleurissent entre 770 et 221 av. J.-C. durant les périodes des Printemps et Automnes et des royaumes combattants, une ère de grande expansion culturelle et intellectuelle en Chine. Même si ces périodes sont chargées de chaos et de batailles sanglantes, elles sont considérées comme l'âge d'or de la philosophie chinoise puisqu'un large éventail de pensées et d'idées sont librement développées et discutées. Ce phénomène est appelé Conflit des Cent écoles de pensée (chinois : 百家爭鳴/百家争鸣 ; pinyin : bǎijiā zhēngmíng). Les pensées et idées discutées et affinées durant cette période ont profondément influencé les styles de vie et la conscience sociale des pays d'Asie orientale jusqu'à aujourd'hui. La société intellectuelle de cette période est composée d'érudits itinérants, qui sont souvent employés par différents souverains d'états comme conseillers sur les méthodes du gouvernement, la guerre et la diplomatie. Cette période prend fin avec l'apparition de la dynastie Qin et la suppression de la contestation.
Au sein de cette multitude d’écoles, six sont considérées comme classiques, de par leur rayonnement et leur importance. Le premier grand historien de la Chine – Sima Qian (145-86 av. J.-C.) - auteur d’une grande histoire dynastique (Shi Ji) qui va des origines de la Chine jusqu’à l’ère chrétienne, fixera, pour la postérité, la liste de ces six écoles :
- Ecole du Yin-Yang (yin-yang jia),
- Ecole confucéenne (ru jia),
- Ecole moïste (mo jia),
- Ecole nominaliste (ming jia),
- Ecole légiste (fa jia),
- Ecole taoïste (dao jia).

L’historien Liou Hin (env. 46 av. J.-C. - 23 ap. JC) élargira cette liste à 10, en y adjoignant quatre autres écoles d’importance moindre - dont l’Ecole des Diplomates (zonghengjia) - dressant ainsi un panel bien représentatif de la pensée chinoise ancienne. Pour autant, la liste des Ecoles classiques restera fixée à six.